# Daft Punk’s Electroma
Daft Punk’s Electroma ist ein Film von Daft Punk. Der Film handelt von zwei Robotern (die Bandmitglieder, gespielt von Peter Hurteau und Michael Reich), die Menschen werden wollen.

## Handlung
Die beiden Hauptcharaktere „Hero Robot No. 1“ und „Hero Robot No. 2“ treten als Roboter-Alter-Egos von Daft Punk auf. Sie beginnen ihre Reise durch den Südwesten der USA in einem Ferrari 412, der das Kennzeichen „HUMAN“ trägt. In einer Stadt, die ebenfalls von Robotern bewohnt ist, angekommen, begeben sich beide in ein Gebäude. Dort wird ihnen in einem weißen Raum eine Latexmaske angepasst, die menschliche Gesichtszüge trägt.
Nach dem Verlassen des Gebäudes werden sie von den schockierten Bewohnern des Ortes gejagt. Die Latexmasken zerfließen in der Sonne und werden von beiden in einer öffentlichen Toilette entfernt.
Im Anschluss daran wandern die beiden Roboter durch eine Salzwüste. „Hero Robot No. 1“ lässt nach einiger Zeit einen Selbstzerstörungsmechanismus durch seinen Gefährten aktivieren und explodiert nach einem Countdown.
„Hero Robot No. 2“ wandert weiter, bricht aber nach einiger Zeit zusammen und will sich ebenso selbst zerstören. Er kann den Mechanismus jedoch nicht selbstständig aktivieren. Stattdessen zerstört er seinen Helm, hinter dem Schaltkreise zum Vorschein kommen. Mit einem Splitter des Helmvisiers als Brennglas zündet er in der untergehenden Sonne seine Hand an.
Der Film endet damit, dass der brennende Roboter langsam durch die Dunkelheit der Wüste geht.

## Songs
1. Todd Rundgren – International Feel
2. Brian Eno – In Dark Trees
3. Curtis Mayfield – Billy Jack
4. Gregorio Allegri – Miserere à neuf voix
5. Sébastien Tellier – Universe
6. Joseph Haydn – Kodály Quartet – String Quartet Op. 64 No. 6 in E flat major
7. Linda Perhacs – If You Were My Man (Demo)
8. Frédéric Chopin – Prelude in E-Minor (Op.28 No.4)
9. Jackson C. Frank – I Want To Be Alone (Dialogue)

## Hintergrund
Der Film feierte seine Premiere am 21. Mai 2006 bei den Internationalen Filmfestspielen von Cannes. Die deutsche Erstaufführung fand am 9. September 2006 im Rahmen des Internationalen Filmfests in Oldenburg statt. Der Soundtrack wurde nicht von Daft Punk umgesetzt, sondern umfasst stattdessen Stücke von Brian Eno, Sébastien Tellier, Curtis Mayfield, Frédéric Chopin, Joseph Haydn und Jackson C. Frank.
Unter dem Titel Epilogue wurde am 22. Februar 2021 ein letztes Video von Daft Punk veröffentlicht. Es enthält Szenen aus dem Film.